# Светослав Тодоров
Вижте пояснителната страница за други личности с името Тодоров.
Светослав Иванов Тодоров е бивш български футболист, нападател, четирикратен шампион с Литекс Ловеч. Роден е на 30 август 1978 г. в Добрич. През 2013 г. се отказва от активна състезателна кариера и става треньор.

## Състезателна кариера
Светослав Тодоров е юноша на Добруджа, където баща му е треньор по футбол. Брат му Павлин Тодоров също е футболист. Преминава в ДЮШ на ЦСКА през 1993 г. където стои до 1996 г., след което се завръща в Добруджа. Преминава в Литекс през 1997 г. и бързо разкрива огромния си талант и голмайсторски умения. Превръща се в откритието на шампионата и е извикан в Националния отбор за квалификациите за Св. първенство – Франция 98. В шампионатен мач срещу Нефтохимик е контузен от състезателя на бургазлии Велиян Парушев. Тежката контузия и последвалата по-късно операция за малко не прекратяват принудително кариерата на младия футболист. След близо едногодишно лечение в германска клиника, Тодоров се завръща на терена и става водещ реализатор в първенството. С „оранжевите“ Светльо става два пъти шампион на България.
Качествата му са оценени от английския специалист Хари Реднап и през зимата на 2001 г. нападателят преминава на Острова като подписва с лондонския Уест Хям за сумата от 500 000 паунда. За 2 месеца българинът изиграва 8 мача, но „чуковете“ разполагат с голям брой нападатели, като Паоло Ди Канио, Фредерик Кануте и Джърмейн Дефоу. Голямата конкуренция в отбора налага продажбата на Тоди. През месец март 2002 г. преминава в Портсмут, а трансферната сума е 750 000 евро. В „Помпи“ Светльо започва в стартовия състав, но още във втория си мач срещу Престън (0:2) получава червен картон. В следващите мачове става неизменен титуляр и се превръща в основен реализатор на отбора с което допринася за завръщането на клуба в Английска висша лига. В края на сезона Тодоров печели приза за голмайстор на Чемпиъншип с 26 гола. Тежка контузия го вади от терените за дълго време и след края на лечението си губи мястото си сред титулярите. От лятото на 2006 е даден под наем за един полусезон в Уигън. От Портсмут е трансфериран в Чарлтън където играе до края на сезон 2008/2009. На 16 юли 2009 Светльо Тодоров отхвърля изгодни предложения на столичните грандове Левски и ЦСКА като подписва договор за 3 години с отбора, проправил му път за големия футбол Литекс Ловеч.
За Литекс има 8 мача и 4 гола за КЕШ и 2 мача за УЕФА. Има 42 мача и 6 гола за националния отбор. В началото на януари 2011 г. след гласуване от феновете на Литекс е избран за „Футболист №1 на 2010 година“. 
През август 2012 преминава в Ховерла Ужгород.
На 14 август 2013 е назначен за треньор на ПФК Добруджа.
На 9 януари 2017 е назначен за треньор на ПФК ЦСКА (София) II. На 06.06.2017 г. Тодоров и ЦСКА се разделят.
През 2017 г. поема тима на Ботев (Гълъбово).

## Спортна кариера

### Отбори
- Добруджа, 12 мача и 2 гола (1996/97)
- Литекс, 72 мача и 37 гола (1997/98 – 19/9; 1998/99 – 11/2; 1999/00 – 26/19; 2000/01 – 13/7)
- Уест Хем, 17 мача и 2 гола (2001/пр. - 9/1; 2001/ес. – 8/1)
- Портсмут, 89 мача и 37 гола (2002/пр. - 11/5; 2002/03 – 45/26; 2003/04 – 7/2; 2004/05 – 16/2; 2005/06 – 24/4)
- Уигън/ Чарлтън (2006 – 2009)
- Литекс (2009 – ?)

### Успехи
Литекс (Ловеч)
- Шампион (4): 1997 – 98, 1998 – 99, 2009 – 10 и 2010 – 11
- Суперкупа на България – 2010

 Портсмут
- Голмайстор на Чемпиъншип с 26 гола – 2002/03
- Шампион на Чемпиъншип – 2002/03: